# Hackelia diffusa
Hackelia diffusa är en strävbladig växtart som först beskrevs av David Douglas och Johann Georg Christian Lehmann, och fick sitt nu gällande namn av Ivan Murray Johnston. Hackelia diffusa ingår i släktet Hackelia och familjen strävbladiga växter.

## Underarter
Arten delas in i följande underarter:
- H. d. arida
- H. d. cottonii

## Bildgalleri

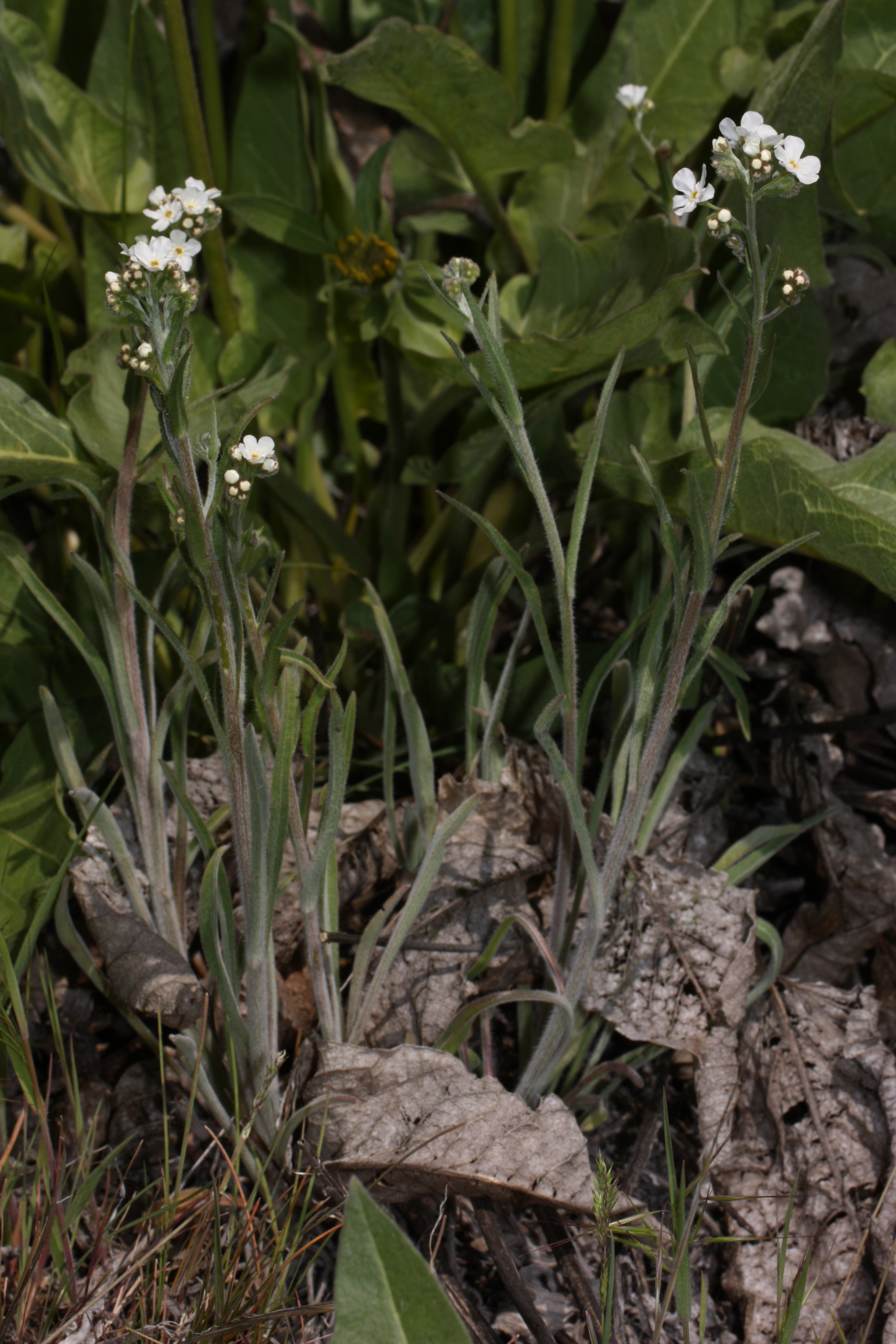
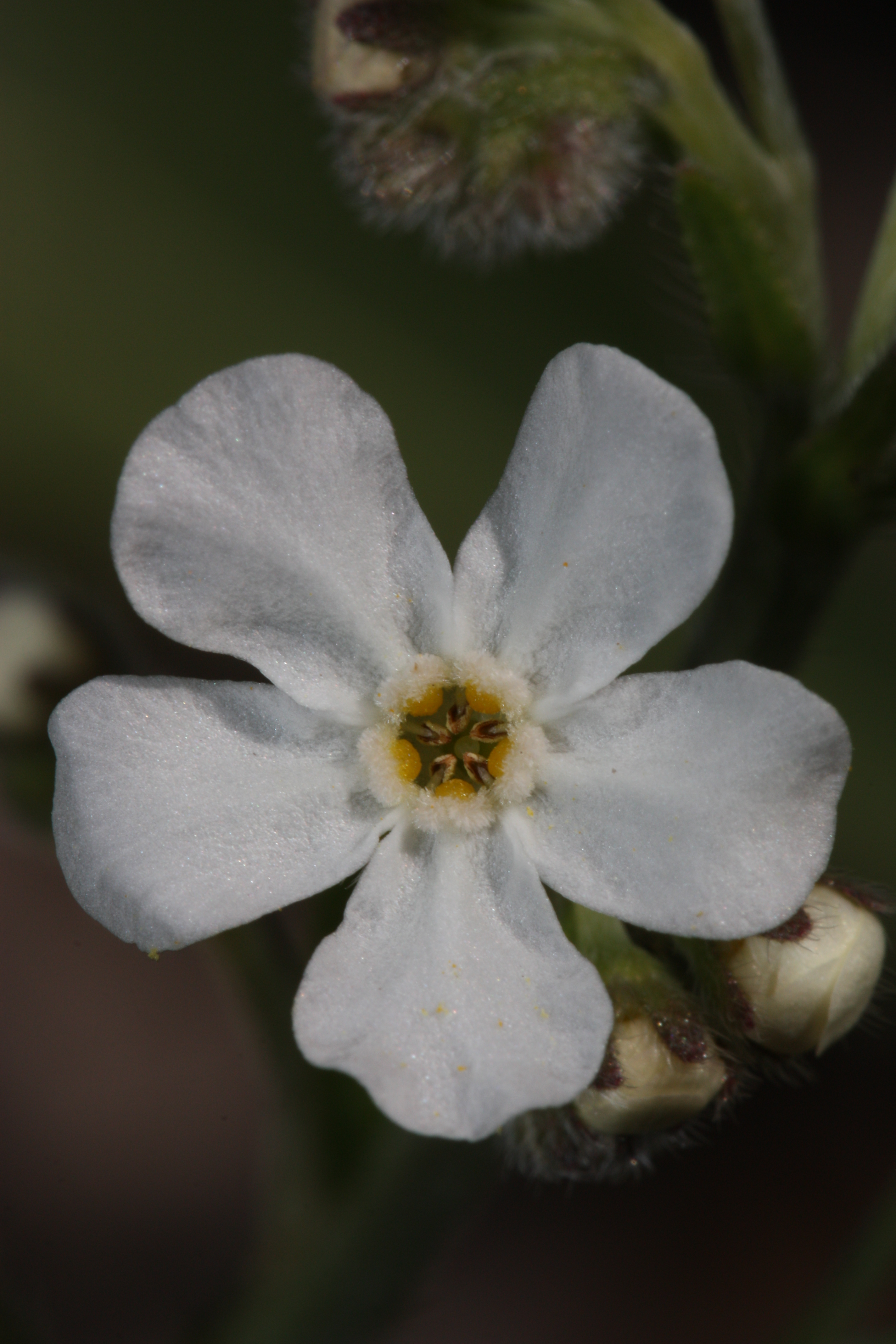
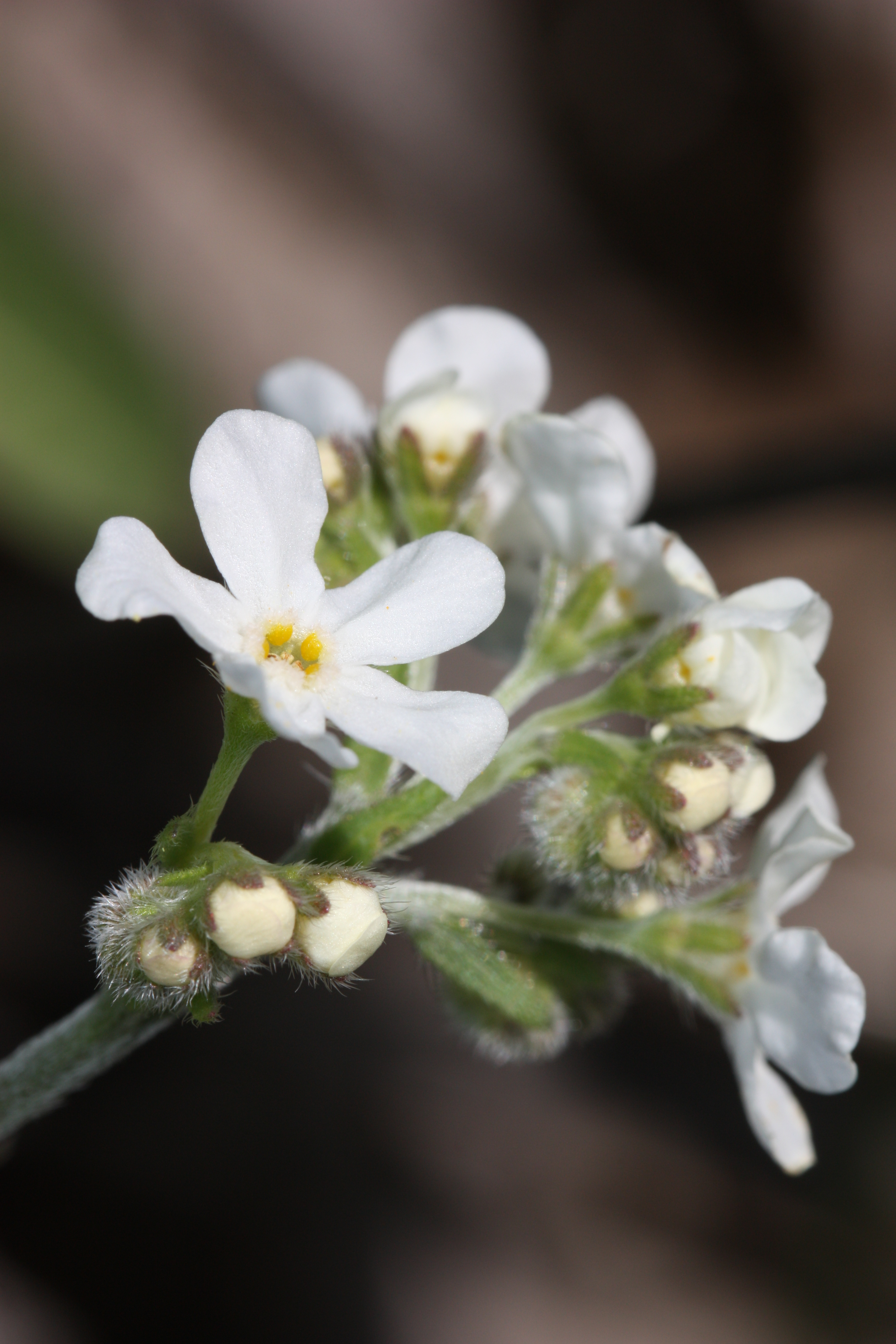
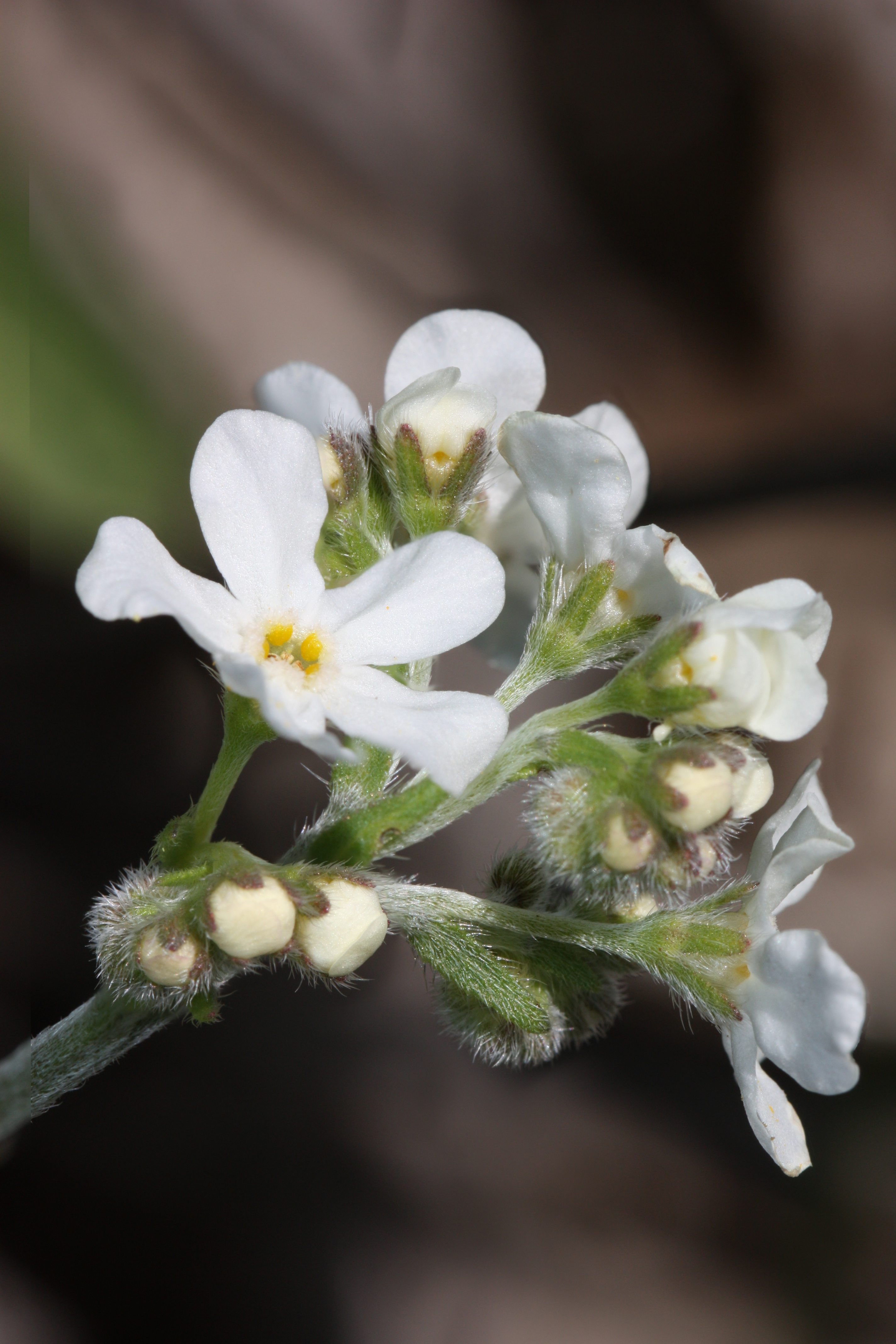
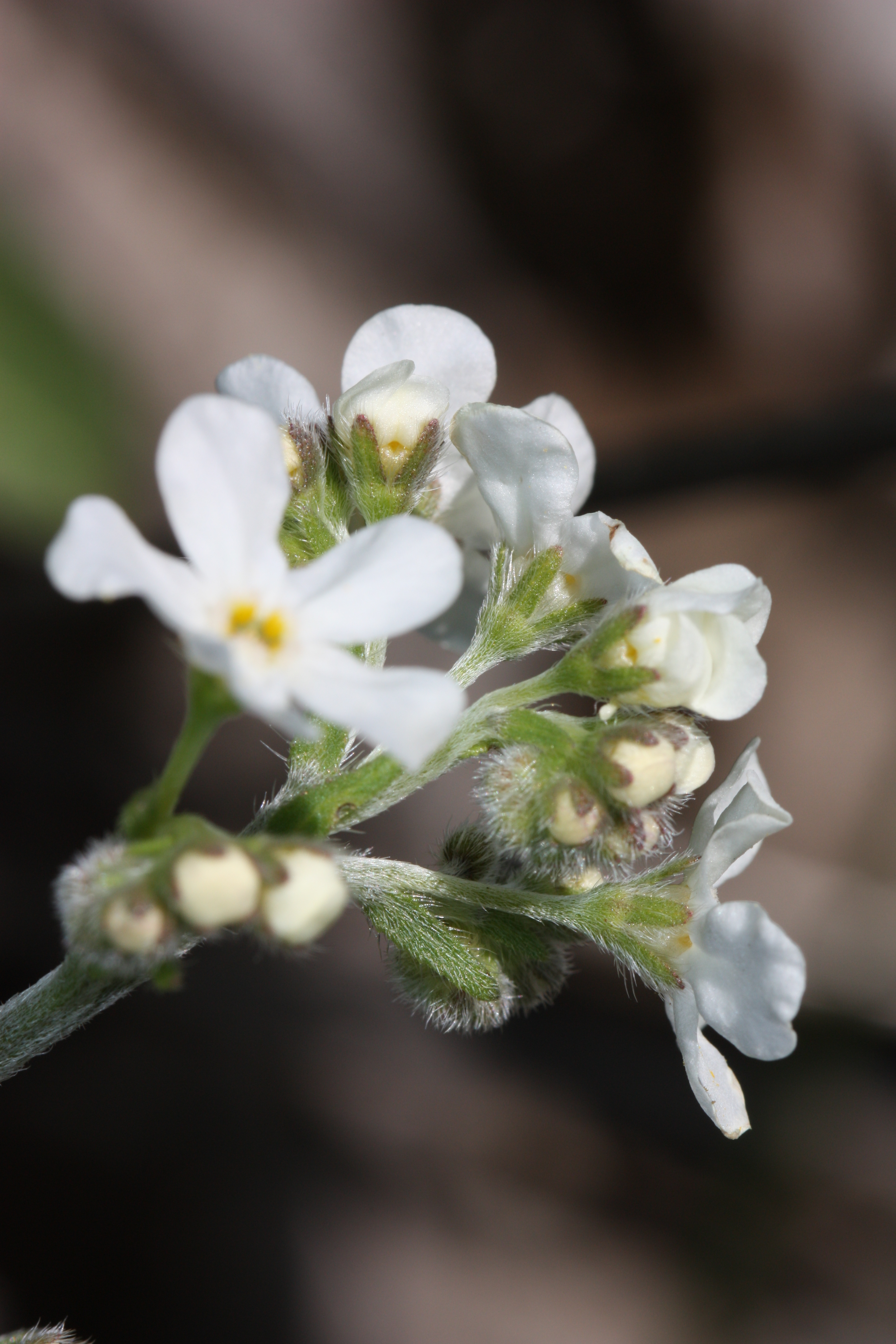
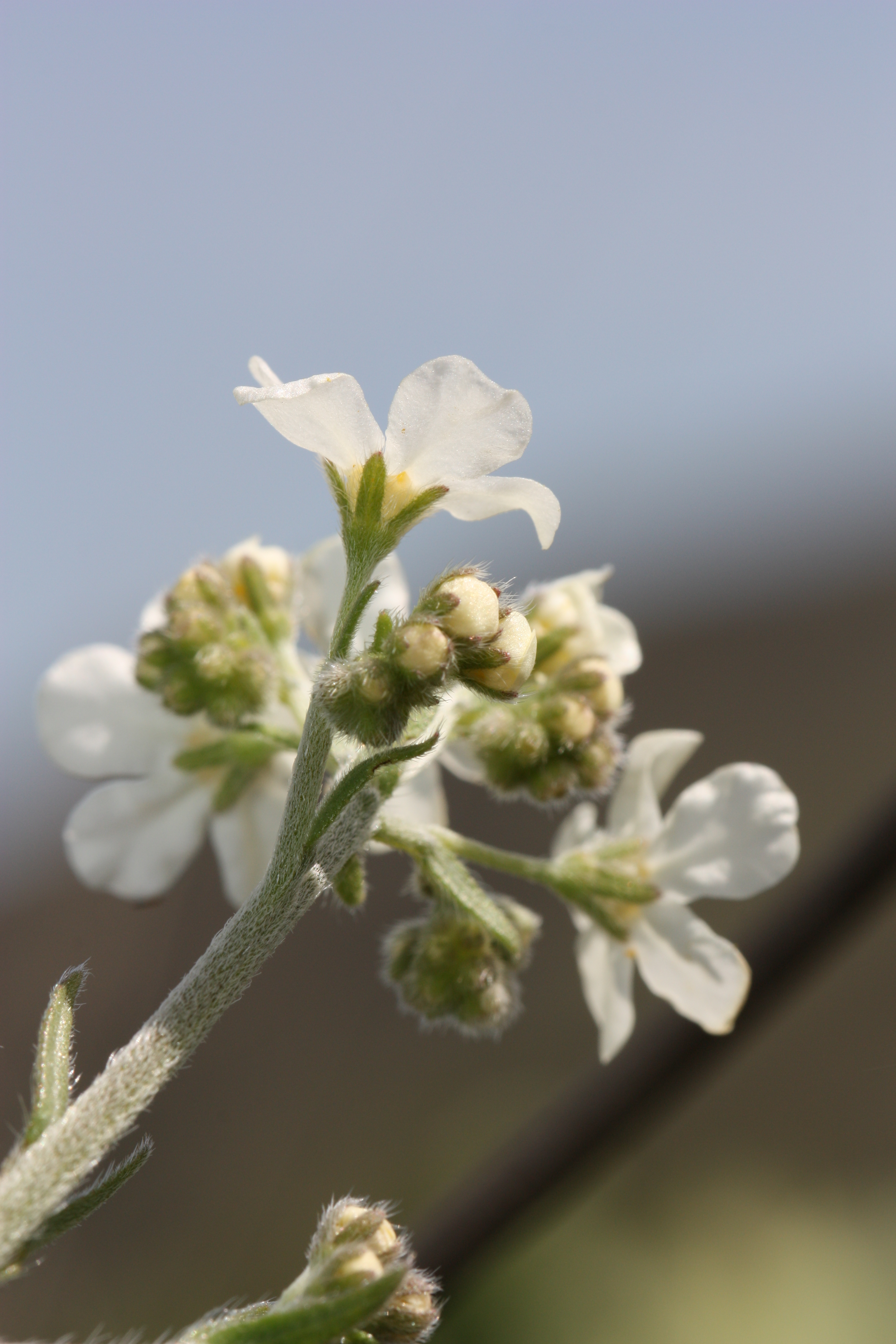